# Vernon Richards
Vernon Richards (Londres, 19 de julio de 1915 - 10 de diciembre de 2001) fue un anarquista inglés de origen italiano. Su nombre de nacimiento fue Vero Recchioni. Fue editor, autor fotógrafo y compañero sentimental de Marie Louise Berneri.

## Biografía
Nacido como Vero Recchioni en Londres en 1915. Se formó como ingeniero civil en el King's College de Londres. Ayudó a su padre Emidio Recchioni en la propaganda en contra de Benito Mussolini, fue detenido en París en enero de 1935 y extraditado de Francia. En 1936, publicó en colaboración con Camillo Berneri, un anarquista bilingüe, el documento de Italia Libera/Free Italia. En general apoyó la difusión de los mensajes de la resistencia francesa y del bando republicano en su combate contra el fascismo.
Durante la Segunda Guerra Mundial fue objetor de conciencia. En 1939 a 1945 fundó y mantuvo War Commentary, entre otras publicaciones, que llenaban el vacío dejado por el cese de Freedom en 1932, el 1945 el título se convirtió naturalmente en Freedom. Durante la década de los 40 y 50 el círculo alrededor de Richards fue uno de los reductos intelectuales del movimiento anarquista, que había entrado en decadencia, contando con importantes luminarias de aquel tiempo (ej. Herbert Read, Bertrand Russell, George Woodcock, entre otros); este grupo sobresalió por su intenso activismo en defensa de los derechos civiles. Continuó como editor de Freedom hasta 1964, y sostuvo de su propia fortuna personal a Freedom Press durante más tiempo.
Entre sus publicaciones están Enseñanzas de la Revolución Española (1953) y Errico Malatesta - La vida y las ideas (1965). Fue amigo personal y fotógrafo oficial de George Orwell.
Murió en Hadleigh, Suffolk en 2001.

## Enseñanzas de la Revolución Española
En su obra Enseñanzas de la Revolución Española, publicada en inglés en 1953 y en español en 1977, Vernon Richards analiza la « política llevada a cabo por la CNT-FAI, después del Golpe de Estado en España de julio de 1936, que estuvo en contradicción abierta con lo que la organización había siempre promulgado».
Richards se pregunta: « ¿ Hasta qué punto el movimiento revolucionario fue responsable de su propia derrota? ¿ Era demasiado débil para empujar la revolución más lejos? ¿ En que medida la adquisición de armas y materias primas en el extranjero dependía del mantenimiento de una apariencia de gobierno constitucional en la España republicana? ¿ Qué posibilidades tenía un ejército improvisado de guerrilleros contra un ejército regular?».
Según Vernon Richards, « el problema no es que las ideas anarquistas hayan demostrado ser irrealizables con la experiencia española, sino que los anarquistas y sindicalistas españoles no consiguieron poner en práctica sus teorías, y adoptaron al contrario la táctica del enemigo».
Richards recuerda que « allí donde los medios son autoritarios, las metas de la sociedad futura, auténtica o soñada, serán autoritarias y nunca se alcanzará la sociedad libre. De la violencia como medio nace la violencia; del culto de la personalidad nacen los dictadores - grandes o pequeños - y las masas serviles; del gobierno - incluso con la colaboración de socialistas y anarquistas - nace más gobierno todavía. ¿ Es algo seguro por otra parte, que de la libertad como medio nace más libertad y quizás la Sociedad Libre? A los que dicen que esto condena a la esterilidad política y al aislamiento, les respondemos que su realismo y su "circunstancialismo" llevan de forma irremediable al desastre».